# جنگل‌های مرطوب حاره‌ای جزایر سوسایتی
جنگل‌های مرطوب حاره‌ای جزایر سوسایتی (انگلیسی: Society Islands tropical moist forests) بوم‌ناحیه‌ای از نوع جنگل‌های پهن‌برگ مرطوب حاره‌ای و جنب‌حاره‌ای است که در جزایر سوسایتی (جزایر انجمن) در پلی‌نزی فرانسه قرار دارد.

## جغرافیا
جزایر سوسایتی (انجمن) گروهی متشکل از ۱۴ جزیره، شامل ۹ آتشفشان مرتفع و پنج جزیره مرجانی کم ارتفاع از نوع آب‌سنگ حلقوی است. این جزایر از ۱۶ درجه تا ۱۸ درجه عرض جغرافیایی جنوبی و از ۱۴۸ درجه تا ۱۵۴ درجه طول جغرافیایی غربی گسترده شده‌اند.
تاهیتی با مساحت ۱٬۰۴۲ کیلومتر مربع در دامنه‌های رو به باد بزرگ‌ترین جزیره در این گروه است. بالاترین ارتفاع در جزایر (۲٬۲۴۱ متر) نیز در تاهیتی است.

## اقلیم
اقلیم این جزایر از نوع مرطوب و حاره‌ای است. میانگین بارندگی سالانه از ۱٬۷۰۰ میلی‌متر در نزدیکی سطح دریا تا ۸٬۰۰۰ میلی‌متر یا بیشتر در دامنه‌های کوهستانی به سمت باد متغیر است. ماه‌های تابستان از دسامبر تا فوریه بارانی‌ترین ماه‌ها هستند، در حالی که مارس تا نوامبر معمولاً خنک تر و خشک‌تر هستند. بادهای تجارتی شرق‌وزان در طول سال ثابت هستند و دامنه‌های شرقی یا بادگیر جزایر معمولاً بارندگی بیشتری دارند. میانگین دمای سالانه ۲۶ درجه سانتیگراد است.